# Scoville-skála

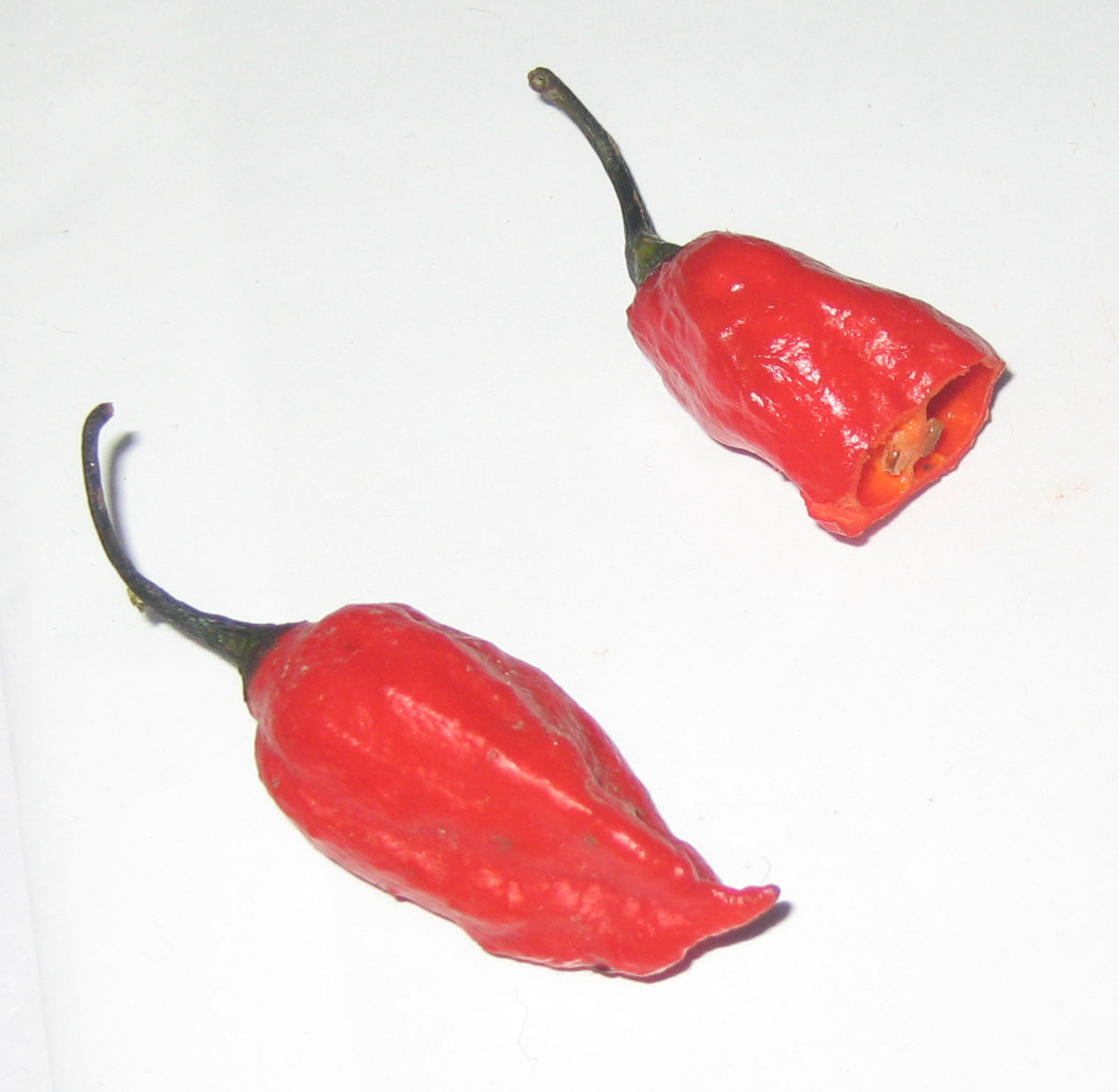
Naga jolokia (naga morich, bhut jolokia), az indiai paprika, mely a világ egyik legerősebbje 1,04 millió SHU csípősséggel

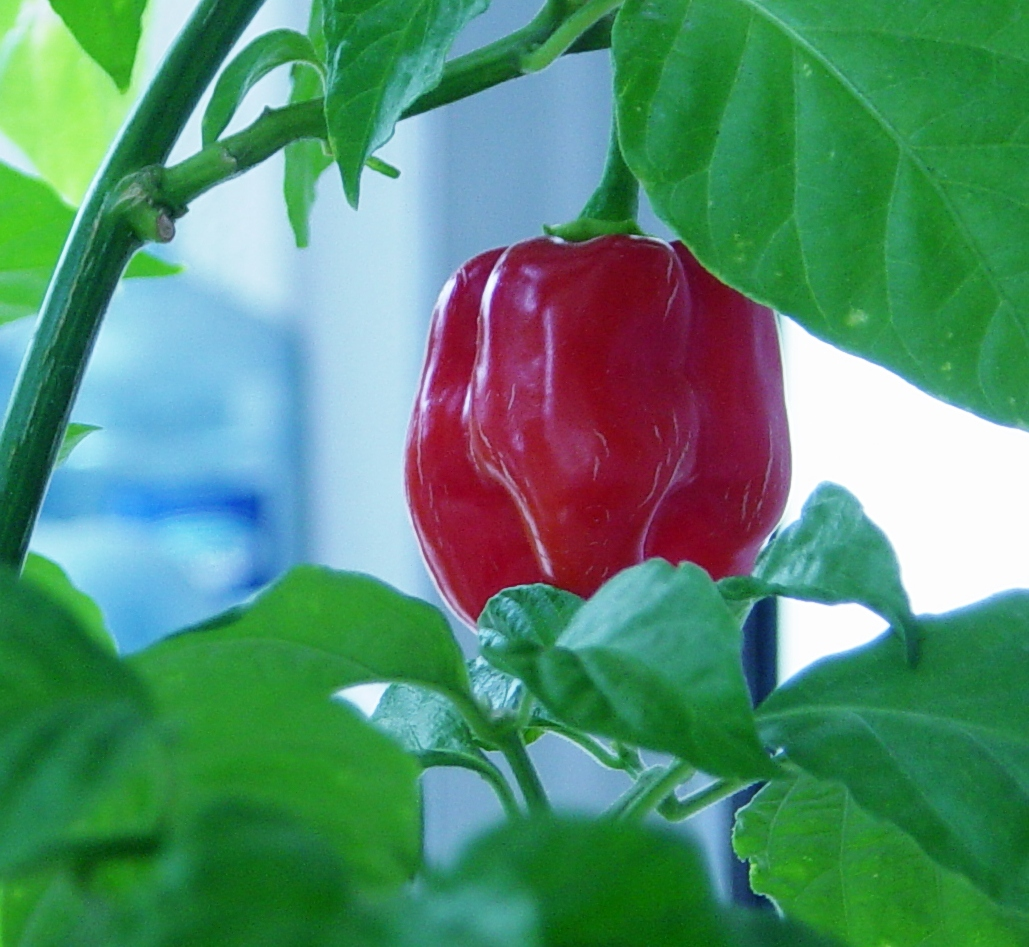
A „Red Savina” paprika, a legcsípősebbek egyike 580 000 SHU erősséggel

A Scoville-skála a paprikafajták csípősségét méri. A Capsicum nemzetség tagjai (paprikafélék) csípősségét a kapszaicin nevű anyag okozza. Ez a bőr hőérzékelő idegvégződéseit ingerli, különösen a nyálkahártyákon. A Scoville-féle csípősségi egység (Scoville heat unit, SHU) a kapszaicin relatív mennyiségét jelzi. Sok csípős szósz használja reklámaiban a Scoville-skálát.
A kapszaicin mérésére először Wilbur Scoville amerikai kémikus dolgozott ki használható eljárást (1912-ben), ezért az egységet róla nevezték el.

## Mérőmódszerek

### Scoville organoleptikus tesztje
A csípősség Scoville által kidolgozott eredeti módszere a Scoville organoleptikus tesztje. Az eredeti eljárásban a paprikából készült oldatot cukros vízzel hígították addig, amíg a „csípést” a tesztelők (eredetileg öt kóstoló) már nem tudták érzékelni; a csípősséget a Scoville-skálán a hígítás mértéke adja meg. Ennek alapján a kapszaicint egyáltalán nem tartalmazó édes paprikák (például a zöldpaprika) Scoville-értéke nulla, mivel oldatuk hígítatlanul sem csípős. A másik végletet képviseli például a Habanero chili, az egyik legerősebb paprika. Ennek 300 000 feletti SHU értéke azt jelzi, hogy a kivonatot több mint 300 000-szeresére kell hígítani ahhoz, hogy már ne érezzük csípősnek.
A Scoville-féle organoleptikus teszt legnagyobb hátránya a pontatlanság, mivel szubjektív emberi érzékelésen alapul.

### Nagy teljesítményű folyadékkromatográfia
A fűszerek csípősségét (erősségét) napjainkban általában nagy teljesítményű folyadékkromatográfiával állapítják meg (HPLC, high performance liquid chromatography). Az eljárás együtt méri a különféle csípős anyagokat, és koncentrációit csípősségük intenzitásával súlyozza. Ennek eredményét nem Scoville-, hanem „ASTA csípősség-egységben” fejezik ki (Az American Spice Trade Association meghatározása alapján).
Nagyjából egymilliomod rész kapszaicin felel meg 15 Scoville-egységnek. Ez az átszámítás hozzávetőleges: körülbelül 20–40%-kal alacsonyabb értéket ad annál, amit Scoville eredeti módszerével kapnánk.

## Scoville-értékek listája
A Scoville-egységekben kifejezett csípősségek hozzávetőlegesek, mivel az egyes fajtákon belül is nagy (akár több mint tízszeres) eltéréseket tapasztalhatunk a kérdéses növény származásától, a klímától és a talajtól függően (különösen igaz ez a habanero fajtákra). A bizonytalanságot a fentebb ismertetett pontatlanságok is növelik, és ezt mindenképp figyelembe kell venni az SHU-értékek helyes értelmezésénél.
| Scoville-értékek      | Vegyület                                                                 |
| --------------------- | ------------------------------------------------------------------------ |
| 15 000 000 – 16 000   | Tiszta kapszaicin                                                        |
| 9 100 000             | Nordihidrokapszaicin                                                     |
| 2 000 000 – 5 300 000 | Szabvány „US Grade” könnygáz                                             |
|                       | Paprikafajta                                                             |
| ≈ 3 180 000           | Pepper X                                                                 |
| 1 569 300 – 2 200 000 | Carolina Reaper                                                          |
| 1 200 000-2 000       | Trinidad moruga scorpion                                                 |
| 900 000 - 1 800 000   | 7Pot                                                                     |
| 1 000 000 - 1 460 000 | Trinidad Scorpion "Butch T"                                              |
| 876 000 – 1 598 000   | Dorset Naga                                                              |
| 900 000 - 1 382 118   | Naga Viper                                                               |
| 855 000 – 1 041 427   | Naga jolokia                                                             |
| 350 000 – 577 000     | Red Savina Habanero                                                      |
| 100 000 – 350 000     | Habanero Chile                                                           |
| 100 000 - 350 000     | Bahamian Goat Pepper                                                     |
| 100 000 – 350 000     | Scotch Bonnet                                                            |
| 100 000 – 200 000     | Jamaicai csípős paprika                                                  |
| 50 000 – 100 000      | Thai paprika, Malagueta paprika, Chiltepin paprika                       |
| 30 000 – 50 000       | Cayenne-i paprika, Cayenne-bors , Ají bors, Aji Charapita                |
| 10 000 – 23 000       | Serrano paprika                                                          |
| 7000 – 8000           | Tabasco szósz (Habanero)                                                 |
| 5000 – 10 000         | Viaszpaprika (wax pepper, csípős zöldpaprika)                            |
| 2500 – 8000           | Jalapeño paprika                                                         |
| 2500 – 5000           | Tabasco (sima)                                                           |
| 1500 – 2500           | Erősen csípős magyar paprikák, Rocotillo paprika                         |
| 1000 – 1500           | Poblano paprika                                                          |
| 600 – 800             | Tabasco szósz (zöld paprika)                                             |
| 500 – 1000            | Gyengébb csípős magyar paprikák, Anaheim paprika                         |
| 100 – 500             | Pimiento, Pepperoncini (toszkán bors, édes olasz bors, görög arany bors) |
| 0 – 400               | Bell paprika                                                             |
| 0                     | Nincs csípősség, zöldpaprika                                             |

A legcsípősebb élelmiszeripari termékeket az évente rendezett Scovie Awards versenyen minősítik.